# Smíchov City

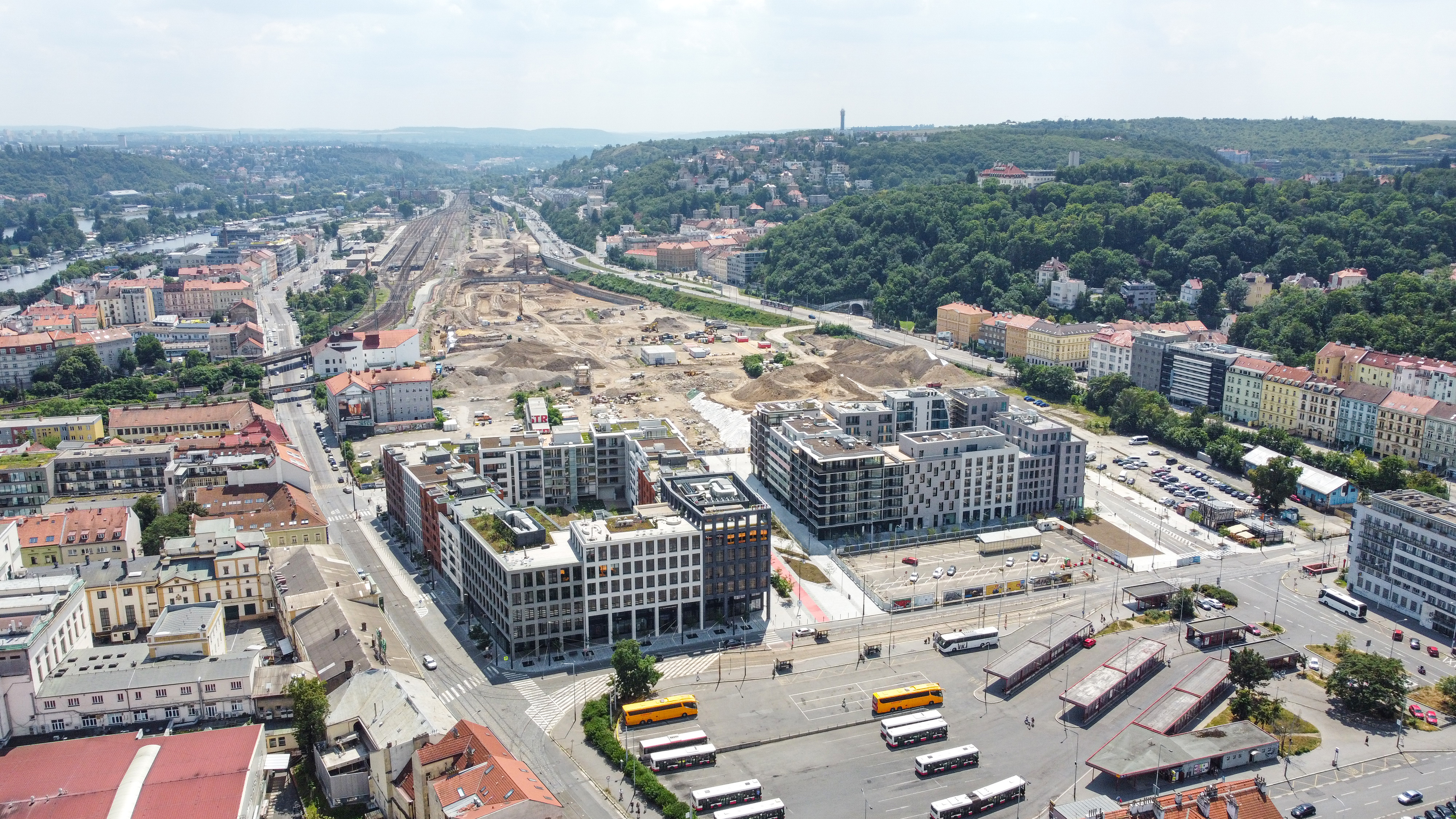
Smichov City – 2024

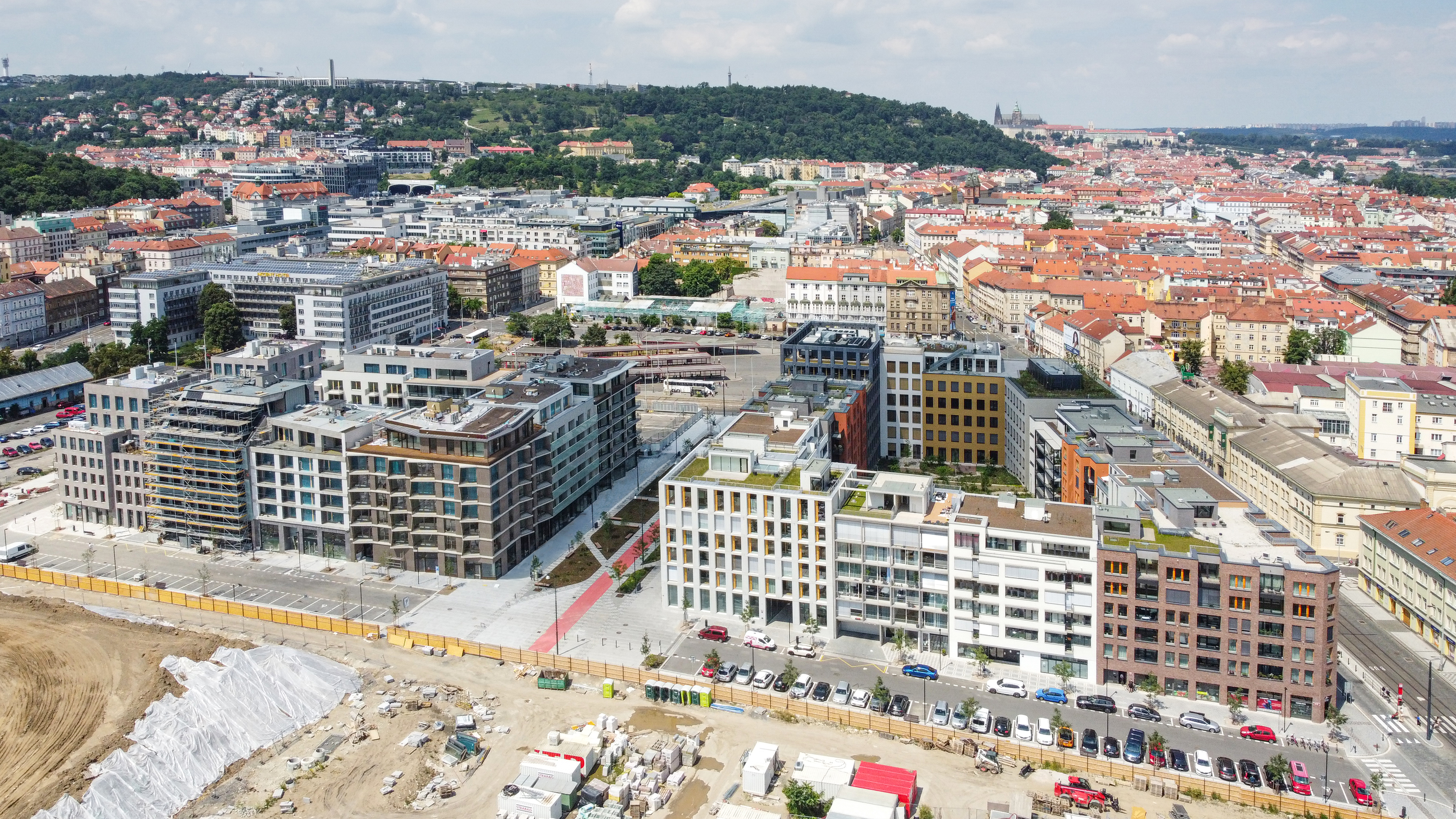
Smíchov City – stav 1. etapy

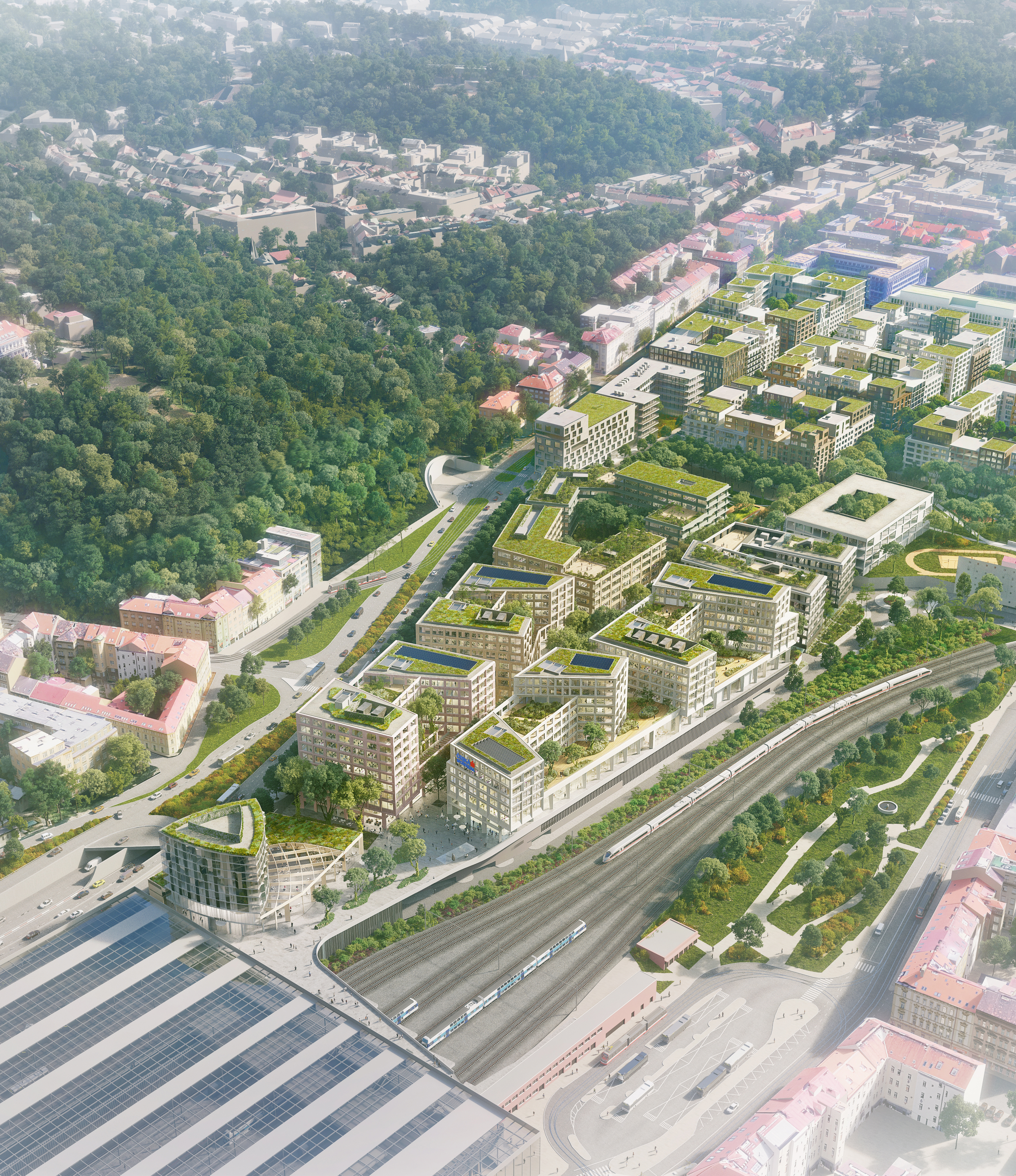
Smíchov City Jih, vizualizace 2. etapy

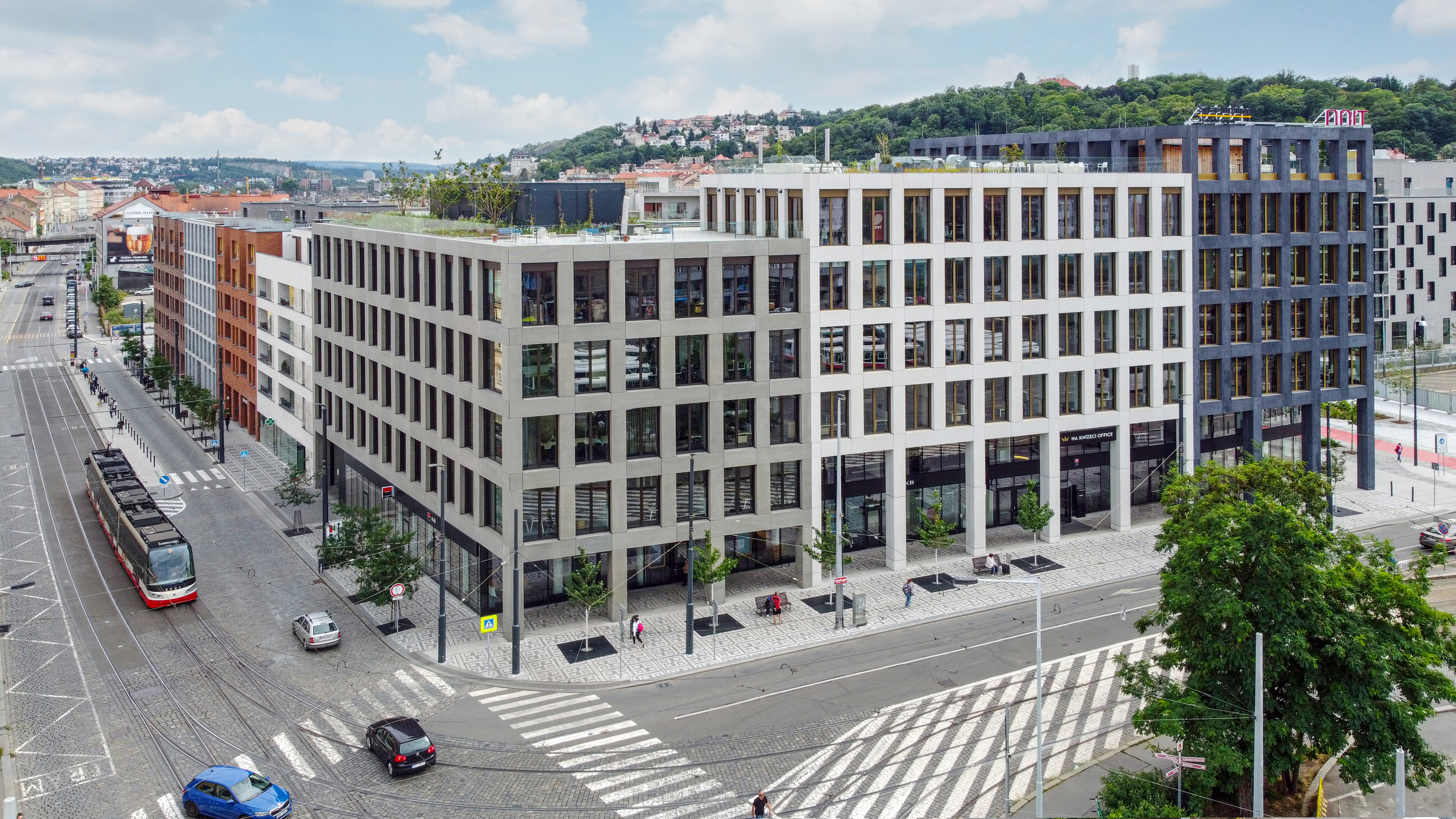
Smíchov City, nároží ulic Nádražní a Za Ženskými domovy – 2024

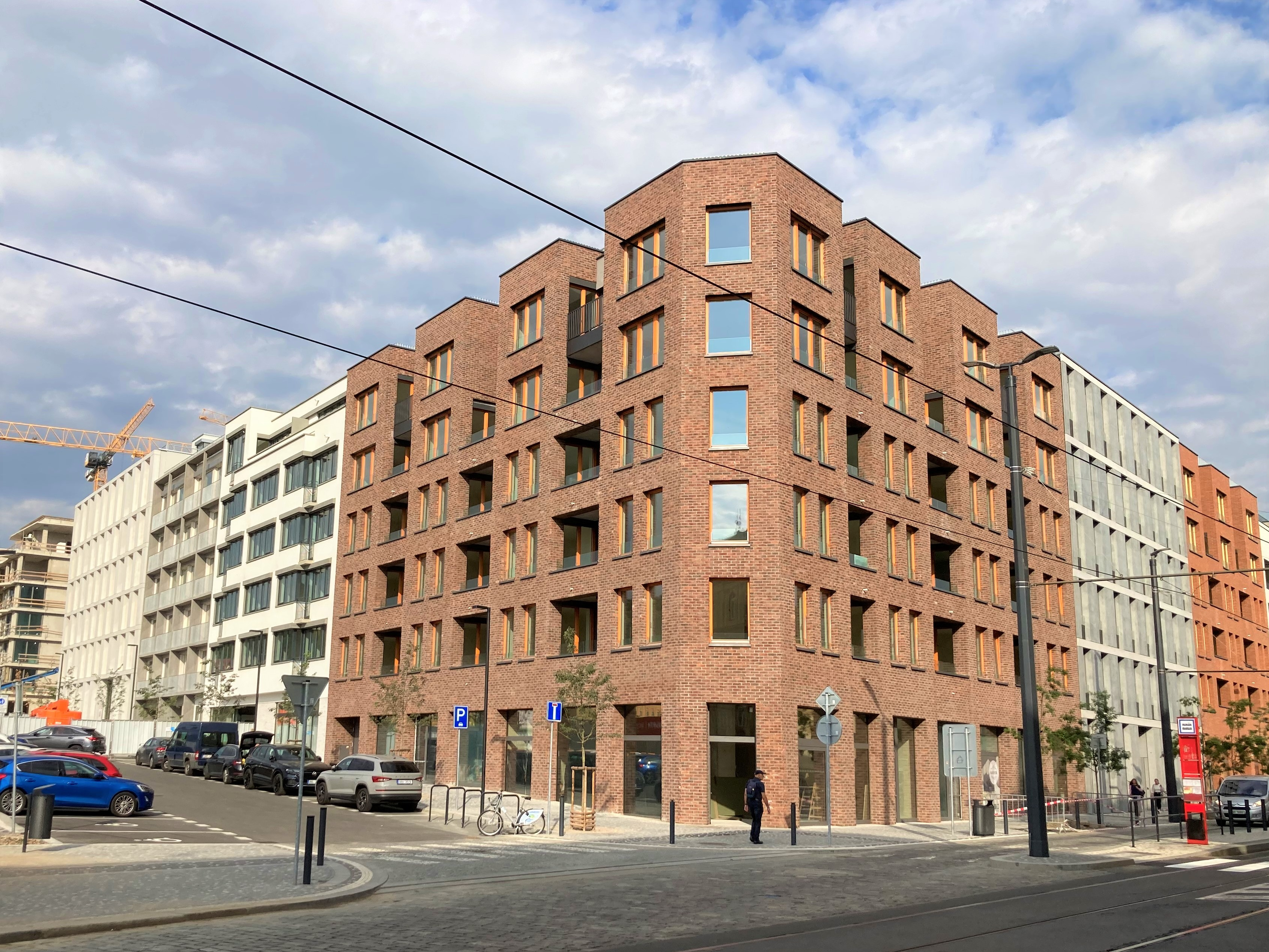
Stav objektu v roce 2023

Smíchov City je stavební projekt plánovaný a postupně realizovaný v místě jednoho z největších brownfieldů v Praze – bývalého nákladového nádraží na Smíchově na ploše téměř 20 hektarů. Celá nová čtvrť, připravovaná v uplynulých 15 letech, bude největším jednorázovým projektem v historii České republiky a stane se symbolem proměny Prahy ve 21. století. Investorem je firma Sekyra Group. Jde o největší urbanizaci v centrální Praze od dob vzniku Vinohrad.
Stavba byla zahájena 30. září 2020 a má probíhat až do roku 2032.

## Popis
O podobu Smíchov City–Sever a design jednotlivých domů se na základě doporučení poroty postarala uznávaná studia, která zvítězila v nezávislé mezinárodní architektonické soutěži. Autorem urbanismu a nárožní administrativní budovy Na Knížecí je studio A69 – architekti. Budoucí rezidenti budou bydlet v domech navržených architektonickými studii Kuba & Pilař architekti, Haascookzemmrich STUDIO 2050, Chalupa architekti, LÁBUS AA – Architektonický, D3A nebo Projektil. Pro druhou etapu byla vybrána čtyři architektonická studia, dalších deset pak pro třetí fázi. Paralelně na rozvoji území pracuje 21 architektonických týmů. Projekt Smíchov City tak představuje přehlídku moderní evropské architektury.
Podle plánu zde vznikne téměř 400 000 m² bytových, administrativních, obchodních či veřejných ploch, včetně 28 m širokého městského pěšího bulváru o délce jednoho kilometru, který protne celou čtvrť severojižním směrem. Bulvár bude těžištěm celého projektu a místem setkávání. Součástí projektu je škola a celkem 21 000 m² plochy zeleně, včetně pražské obdoby Hyde Parku s přírodním amfiteátrem. Po jeho dokončení, které je plánováno v roce 2032, by zde mělo pracovat či bydlet 12 000 lidí. Soukromé investice do projektu budou činit 35 miliard korun. Tuto částku navýší téměř 15 miliard z veřejných zdrojů investovaných do souvisejících infrastrukturálních staveb, které budou zahrnovat modernizaci železniční stanice a výstavbu dopravního terminálu včetně velkokapacitního parkovacího domu. Plánovaná je též realizace spádové základní školy. Celková suma tak dosáhne 50 miliard korun.
Použité technologie a energetická náročnost budov splňují požadavky PENB minimálně B kategorie. Novostavby jsou projektovány tak, aby vyhovovaly získání certifikace šetrných budov BREEAM. Mimo severní části, kterou limitují tubusy metra a železnice, bude větší část energie získávána z obnovitelných zdrojů – geotermálních vrtů a fotovoltaických elektráren. Velká část dešťových vod bude zpětně využívána pro zálivku zeleně, objekty České spořitelny budou rovněž hospodařit se šedými vodami.
Pravidla architektonické soutěže určila Česká komora architektů a na zadání se podílel také Institut plánování a rozvoje hl. m. Prahy. Podle názoru 1. náměstka primátora hl. města Prahy, Petra Hlaváčka: "připravený projekt na toto rozsáhlé území nově vznikající městské čtvrti je ukázkovým příkladem prvotřídního urbanismu, kvality veřejného prostoru i architektury samotné." Ambicí developera projektu je vytvořit nové centrum Prahy, které se stane moderní alternativou k historickému jádru metropole. Domy v první i druhé stavební etapě budou mít v přízemí do ulice otevřené obchody, provozovny služeb, restaurace a kavárny. Budoucí bulvár, který ponese jméno Madeleine Albrightové, přetnou dva parky o rozloze 1,4 hektaru, které budou pojmenovány na počest Alice a Anny Masarykových a filozofky Hannah Arendtové. Na bulvár bude ústit ulice mecenášky a sběratelky umění Medy Mládkové, souběžná ulice dostane jméno po historičce a vězněné disidentce Růženě Vackové. Dále zde budou například ulice disidentky Jiřiny Šiklové a malířky Toyen.
Z pěšího bulváru povede přes železniční kolejiště pěší lávka k novému železničnímu terminálu, jehož stavba začala v roce 2024 a celý by měl být dokončen roku 2027. Terminál Smíchov bude prvním moderním nádražím v Praze a unikátním dopravním uzlem, který denně odbaví čtvrt milionu lidí. Půjde o investici hlavního města Praha ve výši přes 7 miliard korun. Kromě stanice metra zde budou terminály městské dopravy i dálkových linek, parkoviště pro jízdní kola a velké parkoviště pro osobní automobily s přímým napojením na městský okruh. Jako první by měl být postaven parkovací dům s kapacitou 1 000 stání a na jeho střeše terminál pro příměstské a dálkové autobusy. Na části současného autobusového nádraží Na Knížecí město zvažuje stavbu nové budovy magistrátu, kam by se přemístilo 2000 úředníků ze Škodova paláce, až zde roku 2028 skončí pronájem. Na realizaci Terminálu Smíchov se bude podílet Správa železniční dopravní cesty a počítá se s investicí 5,1 miliardy z veřejných zdrojů. Bude zachována historická nádražní hala z 50. let, která propojí dva nádražní podchody. Na Terminál navazují další modernizační projekty, jako tříkolejný železniční most přes Vltavu, nové vysokorychlostní tratě a Metro S, nebo elektrifikace autobusové dopravy a nabíjecí stanice.
Celá čtvrť je plánována jako multifunkční a počítá s možností zřídit zde podle potřeby soukromé školy, zdravotnická střediska nebo jiné služby. Zvláštností je plánované Centrum finanční gramotnosti v centrále České spořitelny. Unikátní food court, s prostorem částečně otevřeným do pěší zóny, nabídne po vzoru evropských metropolí průřez mezinárodní kuchyní a díky jeho konceptu prodlouží venkovní sezónu. Projekt zachová i Radlickou kulturní sportovnu – multifunkční sportovně-kulturní objekt při Radlické ulici, který místní nadšenci vytvořili z nepoužívaného drážního skladu.

## Etapy výstavby

### 1. etapa
První etapu výstavby tvoří především rezidenční část mezi ulicemi Za Ženskými domovy, Nádražní a Stroupežnického a prodloužením ulice Na Valentince.  V rámci této etapy už byla dokončena kancelářská budova Na Knížecí office a rezidenční blok SM2. Druhý rezidenční blok SM3 z první etapy by měl být hotov na podzim 2024. V první etapě bude celkem 400 bytů s podzemními garážemi a parkově upravenými vnitrobloky. Celá plocha území 1. etapy zabírá cca 27 000 m² a budou do ní investovány 3 miliardy korun. Výstavba byla zahájena v září 2020 a provádí ji konsorcium firem Strabag, Aspira Construction a Instalace Praha.

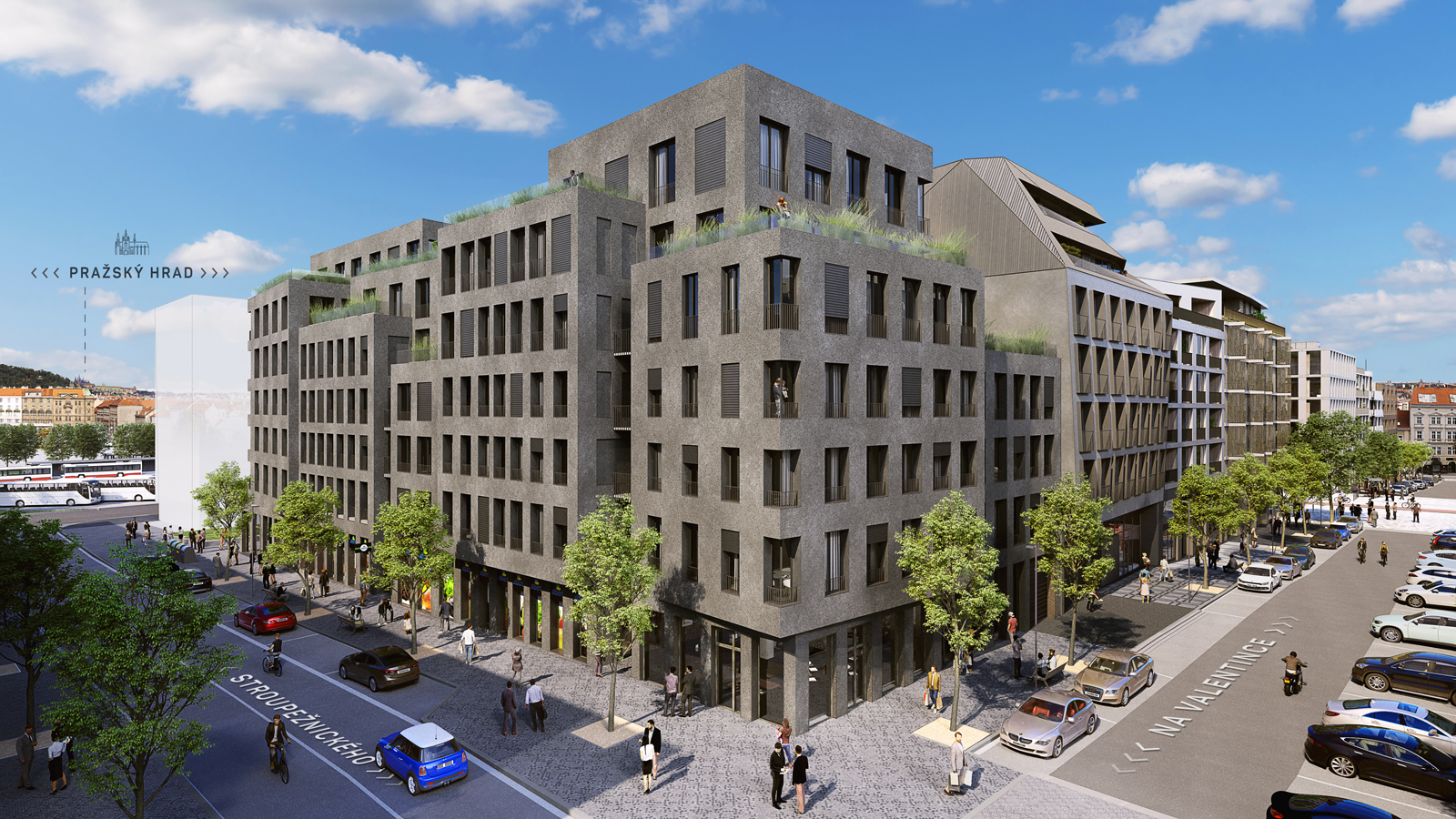
Smichov City, vizualizace 4 - ulice Stroupežnického
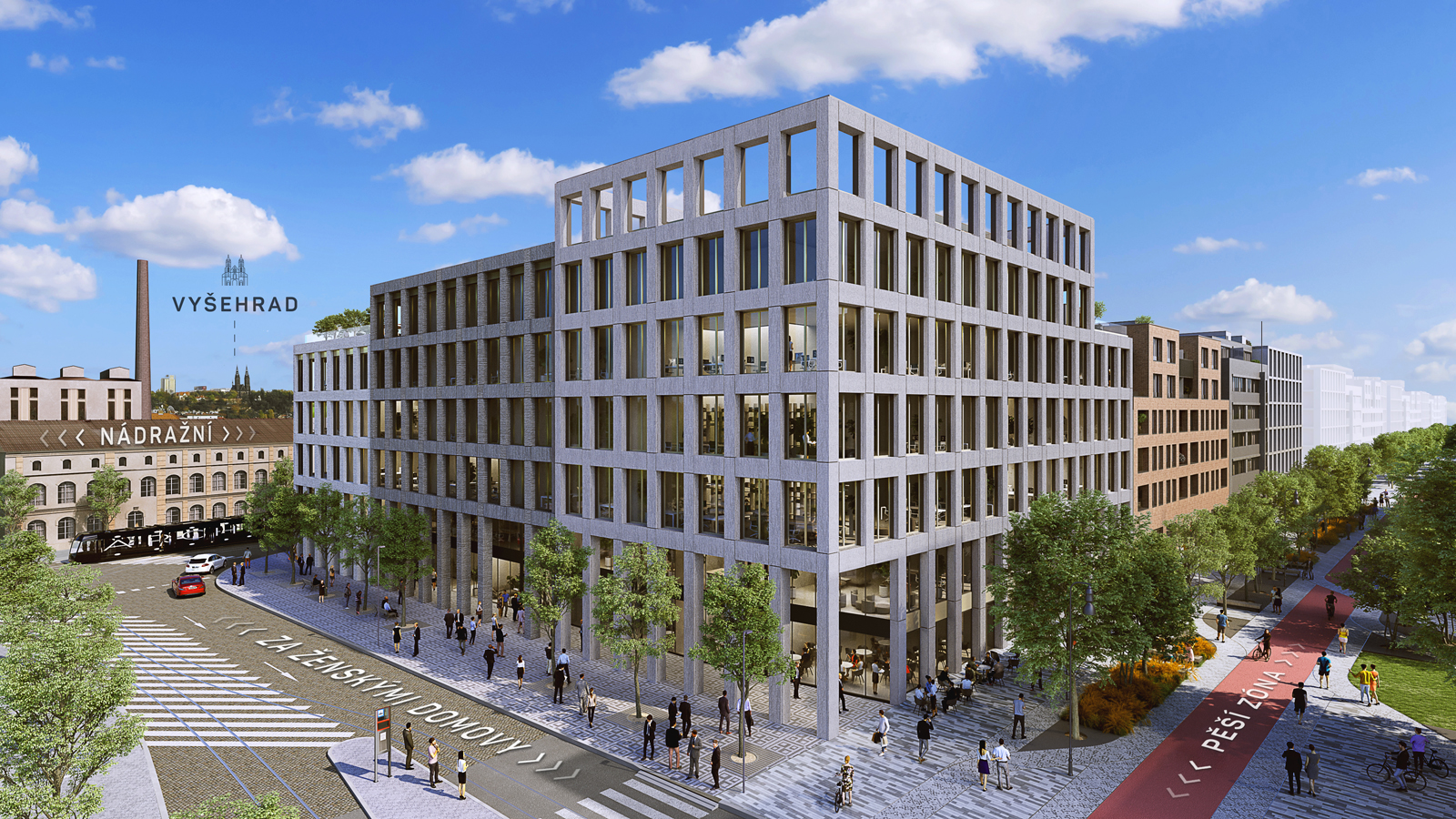
Smichov City, vizualizace 5 - ulice Za Ženskými domovy
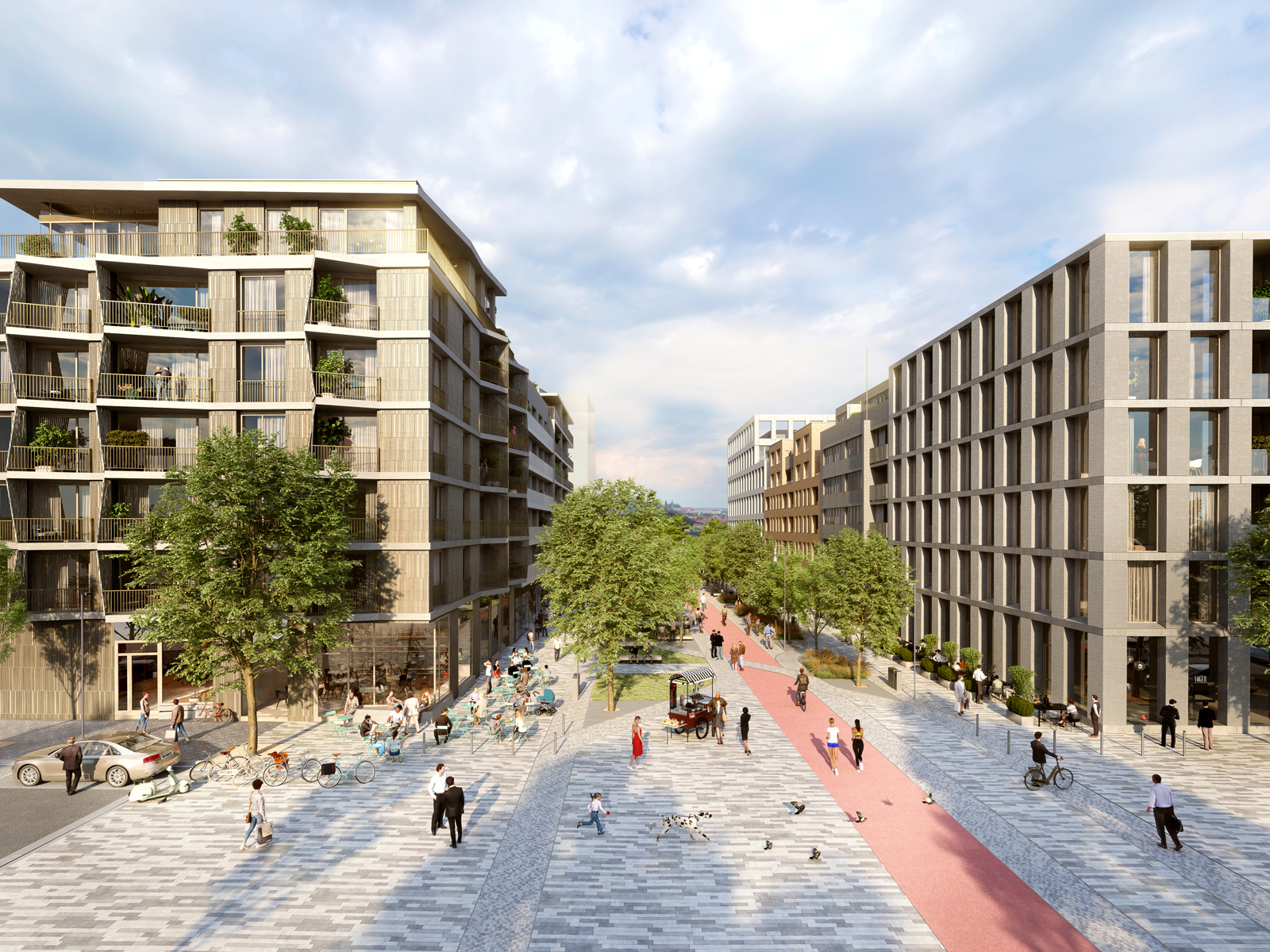
Smichov City, vizualizace 7 - pěší bulvár
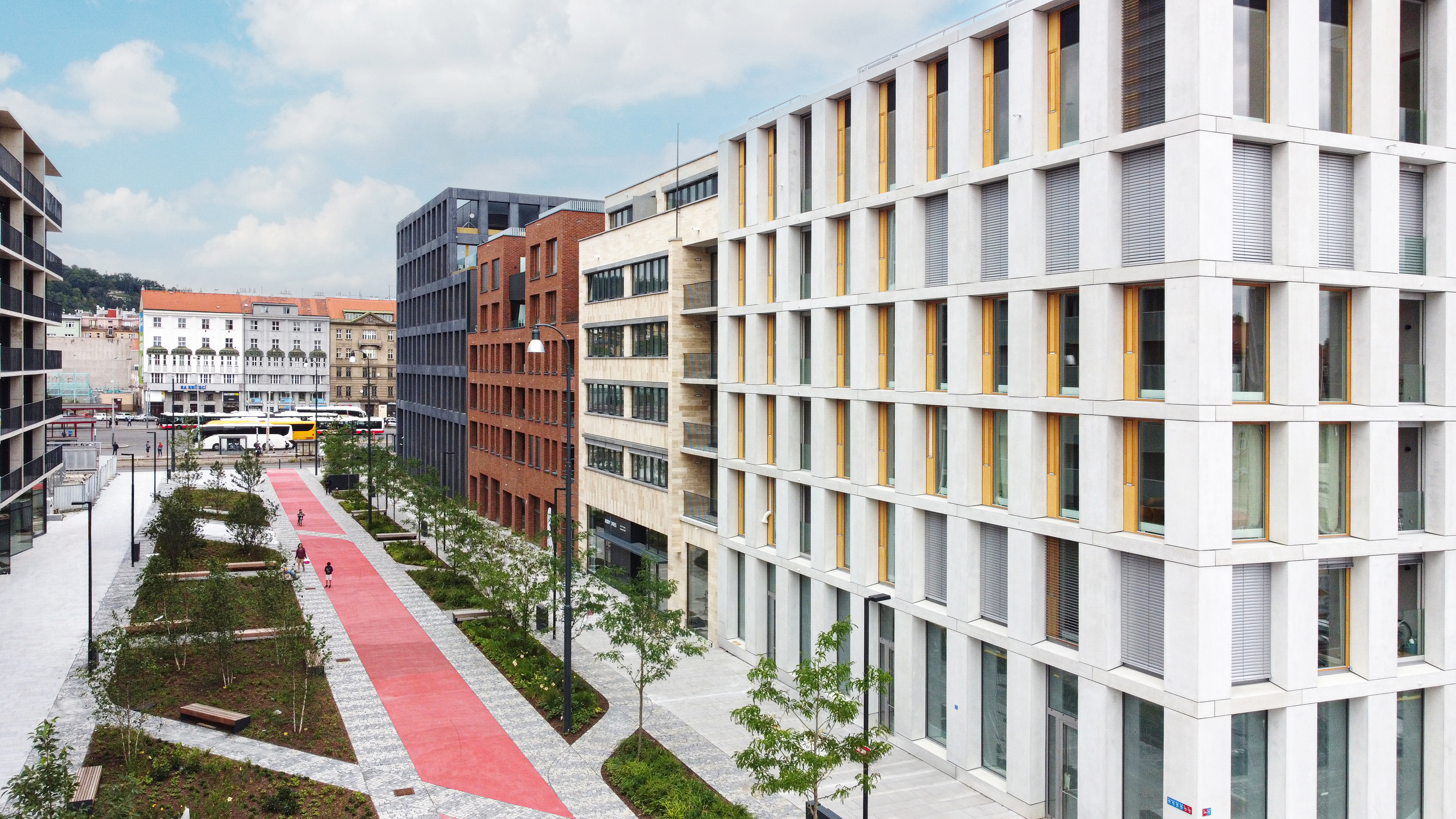
Smíchov City – vizualizace třídy Albrightové

### 2. etapa
Druhou etapou je jižní část projektu, na které se jako investor podílí Česká spořitelna. Nová centrála České spořitelny, ve které bude pracovat 3500 lidí, by měla zabrat až polovinu zastavěného území. Na jižním cípu bulváru je projektován hotel se Smíchov Marketem a další tři administrativní budovy s celkovou zastavěnou plochou 45 000 m². Vítězem soutěže na kampus České spořitelny je sdružení Baumschlager Eberle Architekten z Rakouska s českým studiem Pavel Hnilička Architects+Planners. Hotel bude postaven podle návrhu Henke Schreieck Architekten, další budovy navrhlo švédské studio Tham & Videgård a německo-české studio Schindler Seko Architects.
Významnou investici v lokalitě plánuje i Praha 5. Součástí projektu Smíchov City bude totiž také základní škola, pro niž společnost Sekyra Group poskytla pozemek. Škola se má nacházet na místě, které je urbanisticky nejvýznamnějším bodem celého projektu Smíchov City. To odpovídá tomu, kde se v tradičně rostlém městě staví veřejné budovy. Škola bude stát na křížení pěší zóny a parků, bude napojena na infrastrukturu, ale zároveň nebude v přímém kontaktu s komunikací, která by ohrožovala děti.
Návrh školy vzešel z mezinárodní architektonické soutěže. Do dvoukolového klání se přihlásilo celkem 66 architektů a studií z celého světa. Porotu nejvíce zaujal návrh kanadských a polských architektů z Office Ou a společnosti Innostudio.
Praha 5 navrhla pojmenovat školu po Karlu Gottovi, který byl občanem Smíchova, ale podle posledního návrhu má škola nést jméno Madeleine Albrightové. Přilehlý park bude sloužit pro sportovní aktivity.
Výstavba druhé etapy Smíchov City začala v roce 2024. Celková investice do této fáze projektu dosáhne 30 miliard korun.

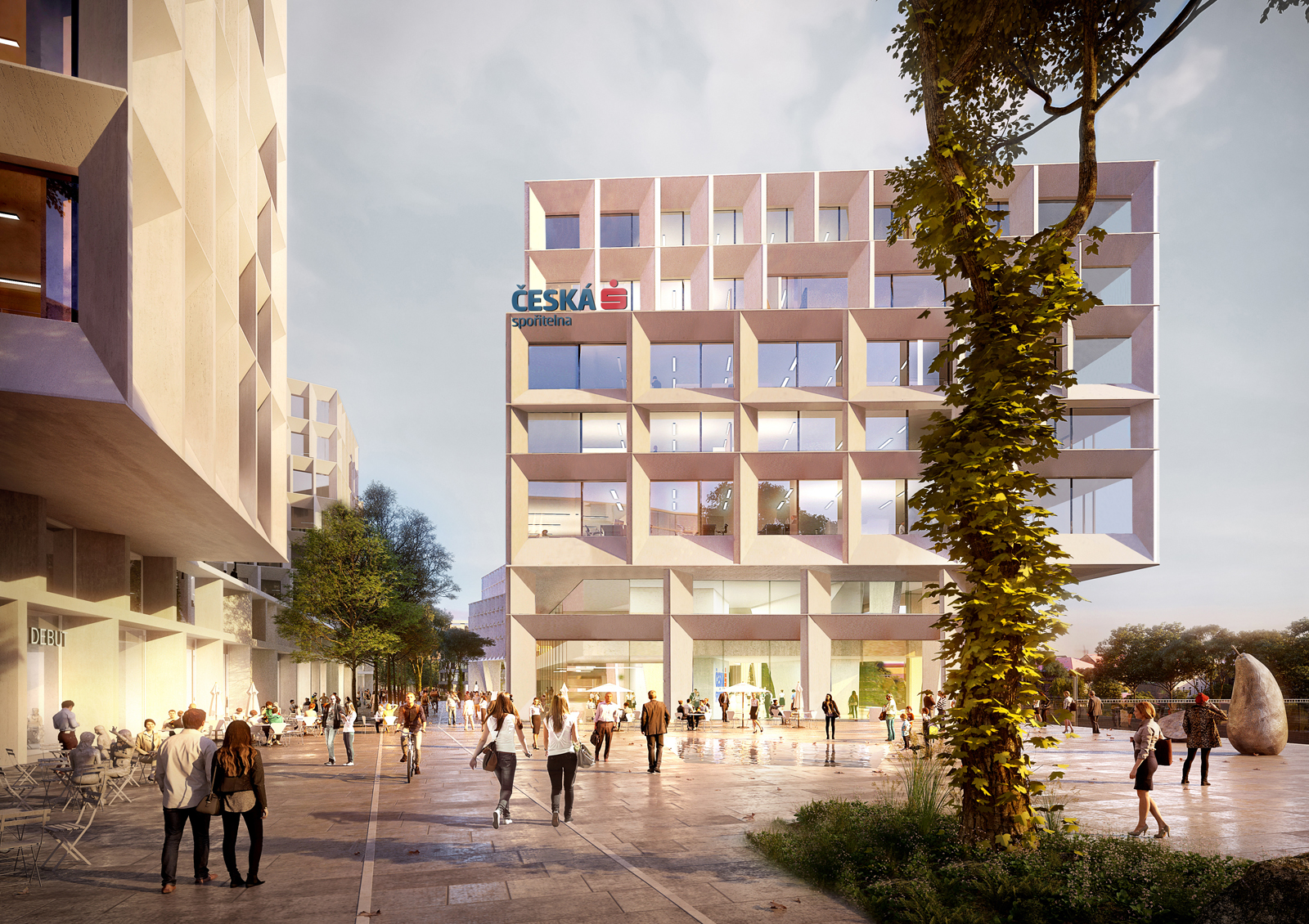
Smíchov City, vizualizace 8 – administrativní kampus
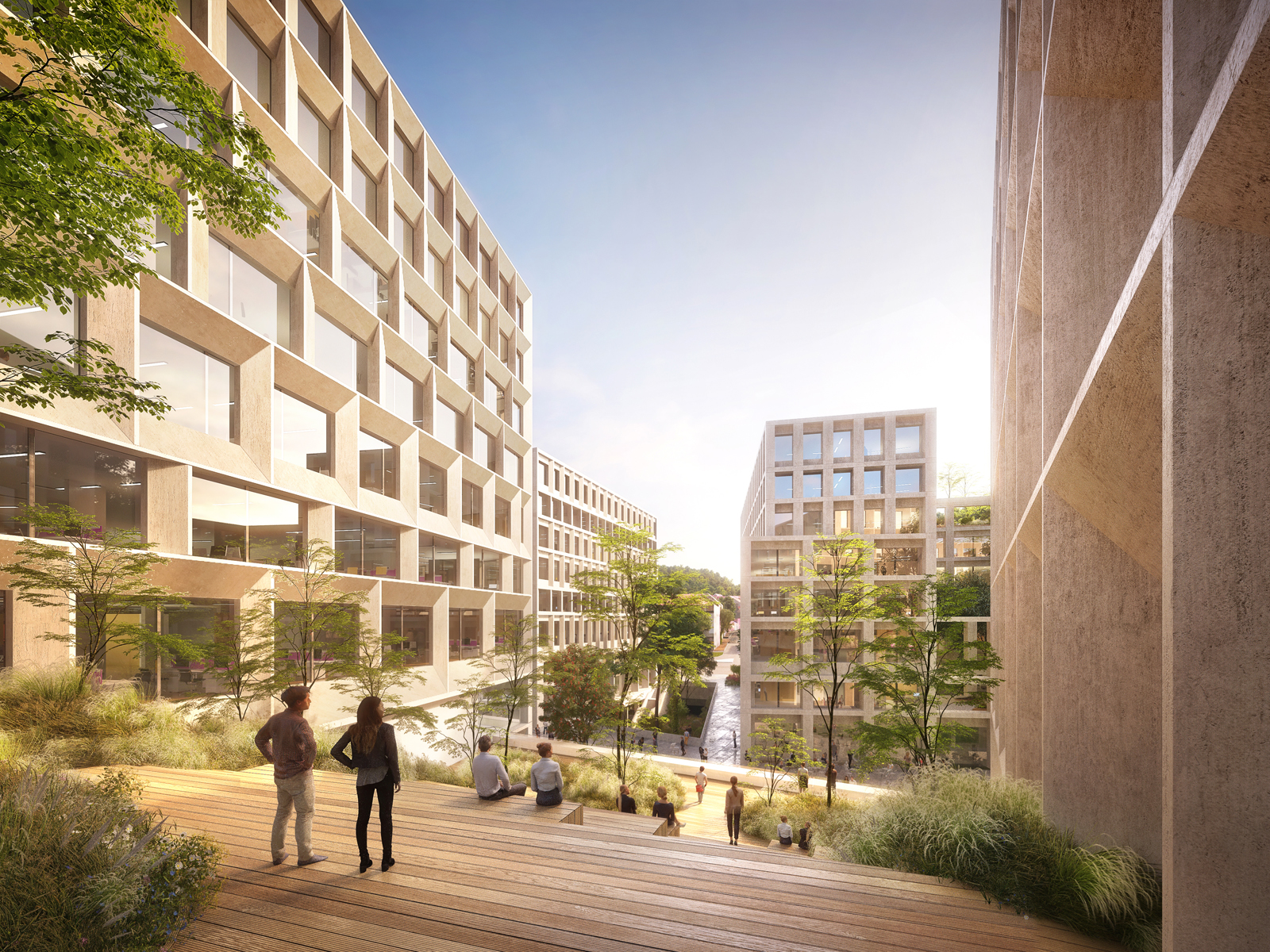
Smíchov City, vizualizace 9 – administrativní kampus
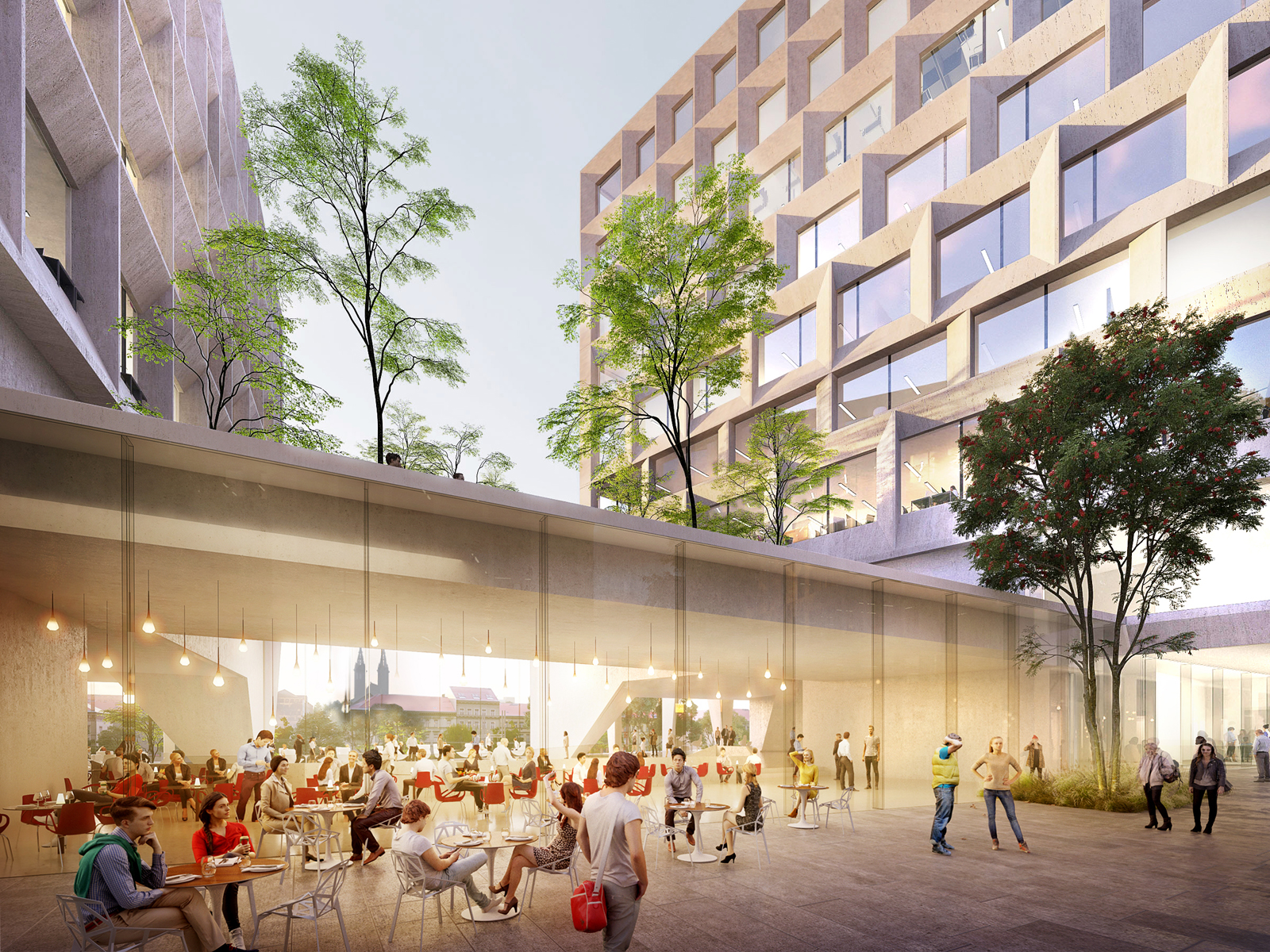
Smíchov City, vizualizace 10 – administrativní kampus
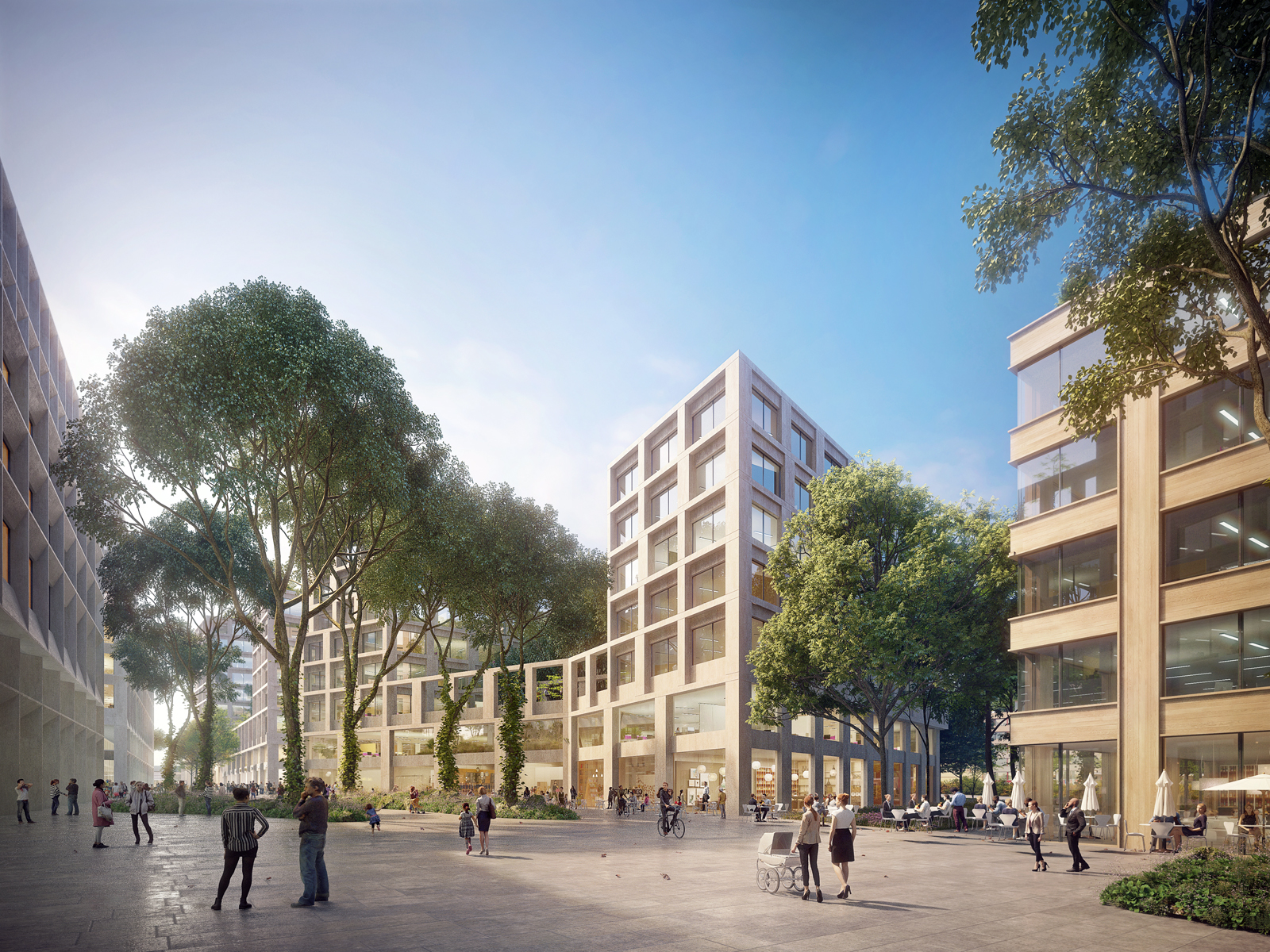
Smíchov City, vizualizace 11 – administrativní kampus

### 3. etapa
Současně s pracemi na jižní etapě probíhá příprava pokračování výstavby severní části. Tato třetí fáze výstavby by měla započít na přelomu roku 2024 a 2025 a sestává ze tří rezidenčních bloků SM7, SM8 a SM10. Bloky se budou rozkládat mezi ulicí Nádražní, třídou Madeleine Albrightové a ulicí Vackové a navážou tak na první etapu. Každý z bloků ve třetí etapě je, obdobně jako v té první, rozčleněn na sekce, které evokují tradiční činžovní domy. Těch je celkem 31 a vznikne v nich okolo 800 bytů, ve kterých by v budoucnu mohlo žít více než dva tisíce lidí. Stejně jako v první etapě budou mít bloky funkční parter s řadou obchodních jednotek. Parkování je zajištěno v podzemních garážích, které jsou situovány pouze pod domy, a nezvětšují tak zastavěnou plochu. Každý z nových městských bloků bude disponovat vnitroblokem se zelení.

### 4. etapa
Čtvrtá, závěrečná etapa Smíchov City bude přiléhat k Radlické ulici. V těchto místech vznikne významný veřejný prostor, jehož součástí bude mimo jiné budova Radlické kulturní sportovny, kterou se společnost Sekyra Group zavázala zachovat. Prostor vytvořila skupina nadšenců z opuštěného drážního skladu jako místo pro setkávání, kulturu a sportovní vyžití. S jeho zprovozněním pomohla i veřejnost v crowdfundingové sbírce na internetu. Jako odkaz na tradici místa se tato budova stane středobodem budoucího náměstí.